# Schizothorax esocinus
Schizothorax esocinus és una espècie de peix cipriniforme de la família dels ciprínids.

## Morfologia
Els mascles poden assolir els 47 cm de longitud total.

## Distribució geogràfica
Es troba a l'Afganistan, el Pakistan, l'Índia, Nepal i la Xina.